# Cung điện Đường
Cung điện Đường (tiếng Ba Lan: Pałacyk Cukrowników; Tên chính thức: Pałacyk Zarządu Spółek Cukrowni Lubelskich, "Cung điện của Hội đồng các nhà sản xuất đường tỉnh Lublin ") là một tòa nhà lịch sử tại số 25 đường Mokotowska ở Warsaw, Ba Lan. Nó hiện là trụ sở của Viện Adam Mickiewicz.

## Lịch sử
Vào nửa sau của thế kỷ 19, địa điểm này nằm trên ulica Mokotowska (đường Mokotów) của Warsaw thuộc về Józef Kaczyński. Năm 1877, trên một phần của mảnh đất, một ngôi nhà được xây dựng để dành cho Kazimiera Ćwierczakiewiczowa (nhũ danh Kaczyńska). Năm 1907, ngôi nhà được tiếp quản bởi hậu duệ của chủ sở hữu đầu tiên, Mieczysław Kaczyński, người cùng với Wacław Cywiński lập ra một nhà in, một cơ sở in thạch bản và một nhà máy sản xuất túi xách.
Năm 1910, tòa nhà được cho thuê bởi Hội đồng các nhà sản xuất đường của tỉnh Lublin "Lubelskie", "Garbów", "Lublin" và "Nielepów". Khoảng năm 1915, kiến trúc sư Tadeusz Zieliński được giao nhiệm vụ sửa sang lại cơ sở; theo một số nguồn tin, nó đã được xây dựng lại hoàn toàn. Năm 1922, Hội đồng các nhà sản xuất đường tỉnh Lublin (Zarząd Cukrowni Lubelskich) đã mua tòa nhà, và việc tái thiết của nó được hoàn thành vào năm 1926. Ngôi nhà, ở phía sau, được cách điệu theo phong cách rococo, và hai cánh được thêm vào phía trước, bao quanh lối vào một sân trong.
Năm 1935, cung điện được mua bởi Mieczysław Broniewski, một nhà công nghiệp trong lĩnh vực đường, người đã điều chỉnh tòa nhà thành nơi ở của gia đình theo thiết kế của Antoni Jawornicki. Hội đồng các nhà sản xuất đường của tỉnh Lublin chuyển đến số 8 ulica Koshotowa tại Warsaw.
Trong Thế chiến II, tòa nhà đã bị lực lượng Gestapo của Đức chiếm đóng. Nó không bị phá hủy, do vị trí của nó nằm ở "quận Đức" của Warsaw.
Sau Thế chiến II, tòa nhà được cải tạo thành một ngôi nhà, là trụ sở của Viện Hàn lâm Khoa học Toán học Ba Lan. Năm 1987, tòa nhà đã trải qua quá trình cải tạo toàn diện mặt tiền của nó. Nó hiện đang là trụ sở của Viện Adam Mickiewicz.